# Cedicoides
Cedicoides là một chi nhện trong họ Cybaeidae.